# All the Stuff (And More!) Volume 2
All the Stuff (And More!) Volume 2 è la seconda parte della compilation della band punk Ramones che avrebbe dovuto comprendere la ristampa dei primi quattro lp. Difatti il cd contiene al suo interno il loro terzo e quarto cd, Rocket to Russia e Road to Ruin (esclusa la canzone Go Mental) più qualche bonus track.

## Tracce
Testi e musiche di Ramones, eccetto ove indicato.
1. Cretin Hop
2. Rockaway Beach (Dee Dee Ramone)
3. Here Today, Gone Tomorrow (Joey Ramone)
4. Locket Love
5. I Don't Care (Joey Ramone)
6. Sheena Is a Punk Rocker (Joey Ramone)
7. We're a Happy Family
8. Teenage Lobotomy
9. Do You Wanna Dance? (Bobby Freeman)
10. I Wanna Be Well
11. I Can't Give You Anything
12. Ramona
13. Surfin' Bird (Carl White, Alfred Frazier, John Harris, Turner Wilson)
14. Why Is It Always This Way?
15. Slug
16. I Want You Around (Original Version)
17. I Just Want to Have Something to Do (Joey Ramone)
18. I Wanted Everything (Dee Dee Ramone)
19. Don't Come Close
20. I Don't Want You
21. Needles and Pins (Sonny Bono, Jack Nitzsche)
22. I'm Against It
23. I Wanna Be Sedated (Joey Ramone)
24. Questioningly (Dee Dee Ramone)
25. She's the One
26. Bad Brain
27. It's a Long Way Back (Dee Dee Ramone)
28. I Don't Want To Live This Life (Anymore)
29. Yea, Yea

## Formazione
- Joey Ramone - voce
- Johnny Ramone - chitarra
- Dee Dee Ramone - basso e voce d'accompagnamento
- Tommy Ramone - batteria
- Marky Ramone - batteria